# Ñemby
Ñemby è una città del Paraguay, situata nel dipartimento Central a 17 km dalla capitale del paese Asunción; è uno dei municipi che costituiscono l'agglomerato urbano chiamato Grande Asunción.

## Popolazione
Al censimento del 2002 Ñemby contava una popolazione urbana di 71.909 abitanti. Il distretto è privo di zona rurale.

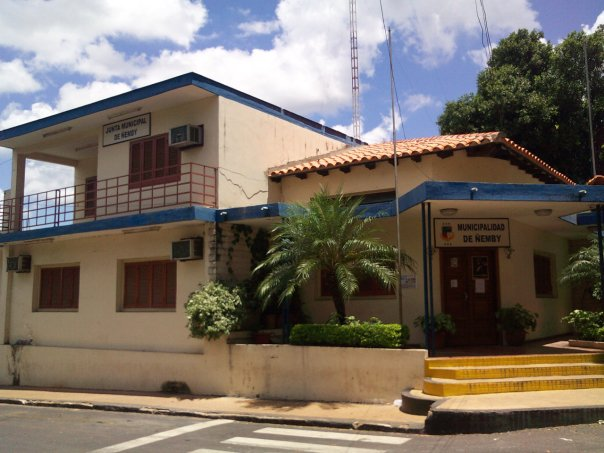
Sede municipale di Ñemby

## Storia
Chiamata anticamente San Lorenzo de la Frontera, la città fu fondata il 2 agosto 1899. La zona veniva chiamata Frontera già nel XVIII secolo, probabilmente a rimarcare un antico confine tra la zona abitata dai guaraní e quelle di altre nazioni indigene.